# Seneca

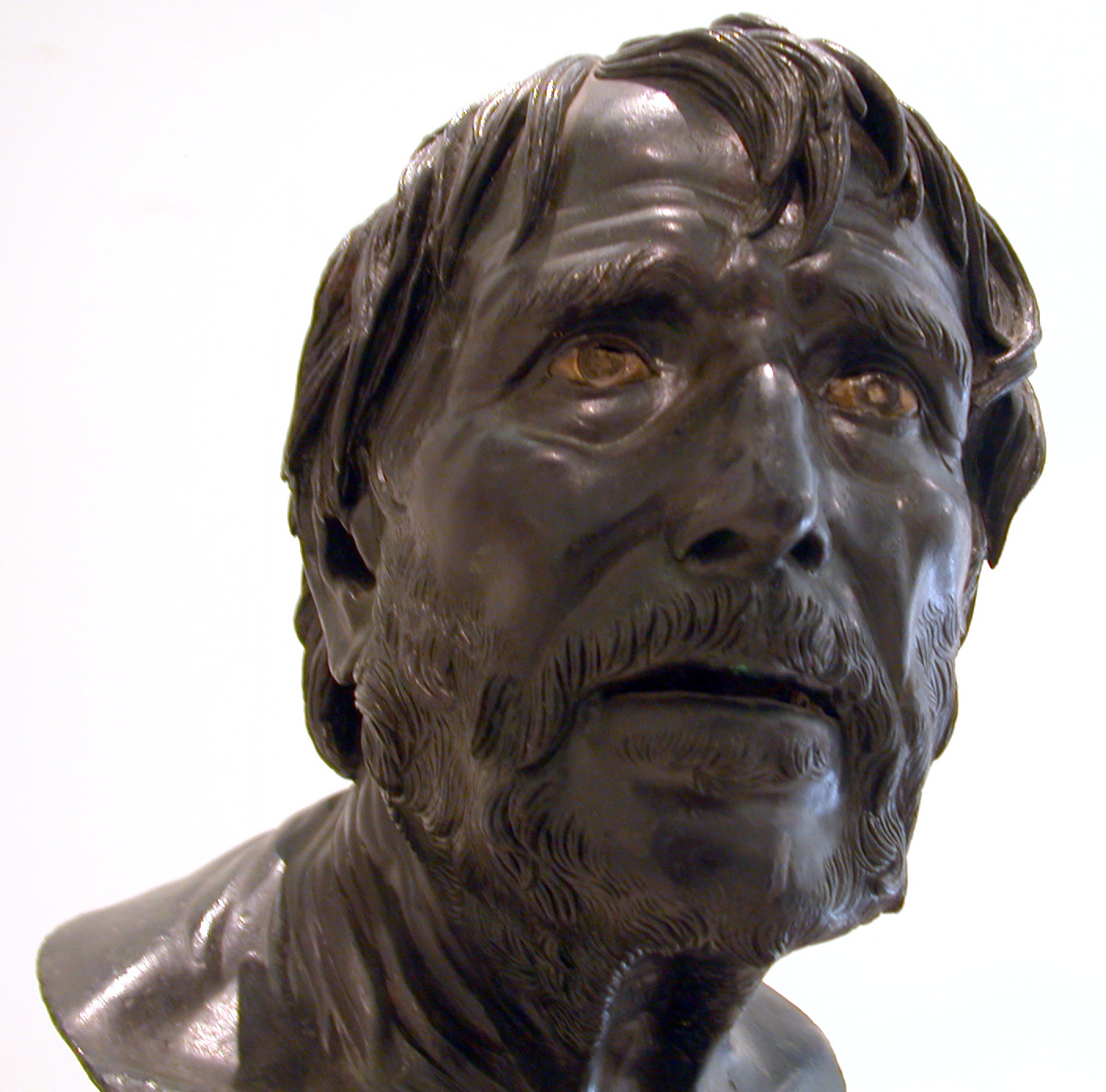
Seneca (bronz, Museo Archeologico, Neapol)

Lucius Annaeus Seneca (4 př. n. l. Cordóba, Španělsko – 65 Řím, Itálie) byl římský stoický filosof, dramatik, básník a politik, syn Senecy staršího a vychovatel císaře Nerona.

## Život
Narodil se v hispánské Cordubě, kde jeho otec vyučoval řečnickému umění. V mládí přišel do Říma a za otcova dohledu získal rétorické a filosofické vzdělání. Stejně jako jeho bratři byl deklamátor (přednašeč, řečník) a propagátor deklamací, které postupně prostoupily celou římskou literaturou. Hlásal stoickou nauku, že nejvyšší dobro pro člověka, zdroj štěstí a blaženosti je ctnost, že člověk má odolávat vnějším okolnostem, které nemůže ovlivnit, a má žít v duševním klidu, z něhož pravého filosofa nemohou vyvést ani rány osudu. Po studiích v Římě pobýval určitý čas u své tety v Egyptě, aby si upevnil zdraví. 
Po návratu do Říma nastoupil na úřednickou dráhu. Poměrně brzy se stal kvestorem a začal vystupovat na veřejnosti. Za vlády Caliguly se stal senátorem. Roku 39 mu zemřel otec, krátce předtím také manželka a syn. Dostal se do nemilosti císaře Caliguly a od násilné smrti ho zachránila jen smyšlená informace o jeho smrtelné nemoci.  Za vlády císaře Claudia byl v r. 41 vyobcován na Korsiku, pravděpodobně pod vlivem Claudiovy ženy Messaliny. Byl obžalován z cizoložství s Claudiovou sestrou, Julií Livillou. Na Korsice se věnoval filozofii a literární činnosti. Zpět do Říma byl povolán až po osmi letech (roku 49) na žádost Claudiovy čtvrté manželky Agrippiny, aby se stal vychovatelem jejího syna Nerona.  Když začal Nero v roce 54 vládnout, bylo mu 17 let. V této době za něj vládl hlavně Seneca společně s prefektem praetoriánů Sextem Afraniem Burrem. Roku 57 byl jmenován konsulem a nějakou dobu se výrazně podílel na správě říše. Později se stával císaři nepohodlným, roku 62 zemřel jeho přítel Burrus (náčelník praetoriánů) a jeho moc začala upadat.
Seneca se postupně začal vyhýbat všem úřadům a stáhl se do ústraní. V roce 65 byl obviněn z účasti na Pisonově spiknutí, ač jeho reálná účast v něm není pravděpodobná. Poté byl na Neronův příkaz donucen k sebevraždě, dne 12. dubna 65 si podřízl žíly.  Senecova smrt bývá někdy mylně spojována s bojem za republiku atp., přestože Seneca byl naopak zastáncem císařství.

## Umělecký život
Seneca byl jedním z nejplodnějších autorů, psal prózu i poezii. Psal v krátkých, jednoduchých větách a styl byl trochu komediální. Byl přívržencem nového, bujarého, tzv. asijského stylu psaní a často napadal starší autory (neměl rád attický styl).
Svou mluvou napodoboval Ovidia. Ve svých filosofických úvahách vycházel ze stoicismu a jeho díla se týkají především morální filosofie. Nesoudil lidi tak přísně, jak bylo ve stoicismu běžné, a propagoval jakousi rovnost mezi lidmi. Senecův bratr Gallio se v Korintu zastal sv. Pavla (Sk 18, 12 (Kral, ČEP)). Z toho vznikla pověst o jejich přátelství a dokonce falešná korespondence mezi nimi. Není však pravda, že by Seneca byl křesťanem, nebo tomu alespoň nic nenasvědčuje.
Jeho filosofická díla nejsou příliš originální, ale vyznačují se hlubokými, jasně vyjádřenými myšlenkami a velkou znalostí lidí. Byla spíše populární než vědecká, ale přiblížil jimi lidem spoustu složitých myšlenek, které se mu podařilo vtěsnat do jedné jasně formulované věty. Proto byl a je často citován.
Je také autorem divadelních her, které však nebyly určeny pro jeviště. Napsal i geografická díla o Egyptě, Korsice, Indii, která se však nezachovala.

## Prozaická díla
- Dialogorum libri XII – "Dvanáct knih rozhovorů", soubor deseti filosofických pojednání o některých otázkách praktické etiky a morálky. Navzdory názvu má většina z nich podobu listů, jen ojediněle se v nich objevuje rozhovor s pomyslným protivníkem. Vznikly v různých obdobích Senekova života a nejsou seřazeny chronologicky. Nejstarší dochovaná sbírka těchto dialogů se nachází v Ambrosiánském kodexu z 11. století (uloženém v Ambrosiánské knihovně v Miláně). Jejich pořadí není chronologické, avšak jeho odůvodnění neznáme. Případné chyby, způsobené špatným opisem autora kodexu, byly opraveny v následujícím století. Níže uvedená datace je nejčastěji předpokládaná.
  - De providentia, O prozřetelnosti (roky 64–65). Věnováno Luciliovi. Hlavní řešenou otázkou zde je, "proč se dobrým lidem dějí špatné věci". Odpovědí je to, že dobrému člověku se nemůže nikdy přihodit nic špatného, neboť vše "špatné" mu slouží k posílení a růstu.
  - De constantia sapientis, O důslednosti mudrcově (roky 55–56). Věnováno Serenovi. Otázkou je, zda je moudrý člověk netečný k urážkám a neutíká se k hněvu. Odpovědí je, že není důležité být nebo nebýt něčím zasažen, nýbrž být, či nebýt poškozen.
  - De ira, O hněvu (3 knihy, rok 41). Věnováno bratru Novatovi. Tématem jsou lidské vášně, především hněv.
  - Ad Marciam de consolatione, Marcii o útěše (rok 37 nebo 40–41). Věnováno Marcii, dceři Cremutia Corda, která již po tři roky oplakávala smrt svého syna Metilia. Seneca se snaží dokázat, že smrt je pro člověka dobro a že ji má člověk přijmout s klidem jako jedinou jistotu, která jej čeká.
  - De vita beata, O šťastném životě (rok 58). Věnováno bratrovi Gallionovi. Seneca napadá epikurejce a jejich tvrzení, že lidská blaženost spočívá v potěšení. Seneca proti tomu staví stoický názor, že lidská blaženost spočívá ve ctnosti a v životě v souladu s vlastní přirozeností.
  - De otio, O kontemplativním životě (rok 62). Věnováno Serenovi. Seneca opěvuje kontemplativní život. Na otázku, zda se má moudrý člověk podílet na politickém životě, odpovídá, že bohužel neexistuje stát, v němž by mohl moudrý člověk jednat podle vlastních principů. Dialogu chybí jak začátek, tak závěr.
  - De tranquillitate animi, O klidu duševním (rok 61). Věnováno Serenovi. Téma je podobné jako v dialogu De otio.
  - De breviate vitae, O krátkosti života (roky 49–50). Věnováno Paulinovi. Hlavní Senecovou otázkou je, zda je život skutečně tak krátký, jak si lidé často stěžují. Odpovídá, že život sám o sobě je dostatečně dlouhý; problém spočívá v tom, že lidé jej neumějí žít a plýtvají svým časem. Je to tedy člověk sám, který si svůj život činí krátkým, neboť často "nežije", nýbrž jen "je".
  - Ad Polybium de consolatione, Polybiovi o útěše (roky 43–44). Věnováno Polybiovi, osvobozenému otrokovi císaře Claudia, který truchlil pro smrt svého bratra. Objevují se zde klasická témata antické útěšné literatury: nevyhnutelnost osudu, zbytečnost bolesti a trápení se, výzva snášet pevně a s klidem protivenství života. Dílo je však mnohem spíše nekritickou chválou Claudia, aby Senecovi umožnil návrat z vyhnanství.
  - Ad Helviam matrem de consolatione, Matce Helvii o útěše (roky 42–43). Věnováno matce Helvii. Seneca se snaží matce dokázat, že být ve vyhnanství není neštěstí, neboť pro moudrého člověka je vlastí celý svět a to, co jej činí šťastným, je ctnost, kterou mu nemůže nikdo vzít.

- De clementia, O mírnosti; dvě knihy věnované Neronovi
- De beneficiis, O dobročinnosti; sedm knih (část díla vydána r. 1992 pod názvem O dobrodiních).
- Quaestiones naturales (Otázky přírodní filosofie), sedm přírodovědeckých knih, věnovaných příteli Lucilovi. Knihy byly zpracovány na základě řeckých pramenů. Tyto knihy se ve středověku používaly jako učebnice "fyziky", tj. filosofie přírody.
- Epistulae morales ad Lucilium, známo též jako Listy (český výbor vyšel v r. 1969 pod názvem Výbor z listů Luciliovi a v r. 1984 pod názvem Další listy Luciliovi). Jedná se o 124 dopisů ve 20 knihách, psaných Luciliovi, ale určených veřejnosti. V těchto dopisech vysvětluje své morální a etické zásady. Toto dílo bývá považováno za jeho nejlepší dílo.[3]
- Ludus de morte Claudii, Proměna Claudia v tykev. Satira líčí, co bohové dělají s Claudiem po jeho smrti.
- Apocolocyntosis divi Claudii (česky 1971, Jak vypustil Claudius ducha), satira na císaře Claudia a jeho smrt.

Ostatní prozaické spisy se nedochovaly (bylo jich značné množství), ale patrně nebyly příliš významné.

### Divadelní hry
Kromě epigramů se nám od něj zachovaly i tragédie. Jsou to jediná římská dramata, která se zachovala v úplnosti. Jsou psána podle řecké mytologie ve stylu Sofokla, Aischyla a Euripida, spíše než o hry na jeviště se jedná o rétorické deklamace. Přesto na tyto kusy navazuje španělské, italské a francouzské drama.
- Hercules furens, Šílený Herkules
- Phaedra
- Thyestes
- Oedipus
- Medea
- Troades, Trójanky
- Agamemnon
- Phoenissae, Féničanky
- Hercules oetaeus, Herkules na Oitě
- Octavia, vylíčení úmrtí Octavie, manželky Nerona, dcery Claudia. Toto drama však nenapsal Seneca, protože se tu vyskytují narážky na Neronovu smrt, které se nedožil.